# Боложівка (річка)
Боложі́вка — річка в Україні, в межах Шепетівського району Хмельницької області та Кременецького району Тернопільської області. Права притока Вілії (басейн басейн Прип'яті). 
Довжина 12 км, площа басейну 29 км², похил річки 2,3 м/км. 
Витікає із джерел на схід від села Малі Калетинці Хмельницької обл. Тече на захід, через село Боложівка, впадає у Вілію біля північної околиці села Онишківці, що на північний схід від міста Шумська. Русло річки випрямлене, поглиблене та звужене (тобто каналізоване) в ході меліоративних (осушувальних) робіт, які проводилися 1970-х роках.